# HD 45192
HD 45192，又名BD+32 1300，SAO 59096、HR 2319，是一颗恒星，视星等为6.43，位于銀經181.17，銀緯9.64，其B1900.0坐标为赤經6h 21m 3.1s，赤緯+32° 9.64′ 26″。